# Alfonso Couce Doce
Alfonso Couce Doce (Ferrol, 1928 - ibídem, 1 de septiembre de 2015) fue un forense y político español.

## Biografía
Nacido en el municipio coruñés del Ferrol, era médico forense de profesión y ya durante la dictadura franquista fue concejal del ayuntamiento de su ciudad natal. En las elecciones municipales de 1987 fue cabeza de lista de Alianza Popular para Ferrol y se hizo con la alcaldía, con Arsenio Fernández de Mesa como primer teniente de alcalde. Sin embargo, el 8 de septiembre de 1989 una moción de censura apoyada por el PSOE, Izquierda Unida, un concejal de CDS y otro concejal tránsfuga popular le arrebató el cargo y pasó a ser alcalde su primo, el socialista Manuel Couce Pereiro. El 18 de abril de 2000 recibió una encomienda de plata de la Orden Civil de Sanidad. Falleció en Ferrol el 1 de septiembre de 2015 a los 87 años.